# علف‌خواردد
علف‌خواردد (نام علمی: Poebrotherium) نام یک سرده از تیره شتریان است.